# Svíce dohořívají
Svíce dohořívají (v maďarském originále A gyertyák csonkig égnek) je novela maďarského autora Sándora Márai z roku 1942. V německém a italském jazykovém prostředí se setkala s velkým úspěchem; dosáhla statisícových nákladů.
Tématem novely je setkání dvou přátel, absolventů vojenské školy ve Vídni po čtyřiceti jedna letech. Na starém zámku, v zešeřelé místnosti, dva staří muži potichu rozmlouvají o vztahu ke světu, o přátelství, stáří, lásce, vášni a zradě. Ještě jednou, naposledy se sešli, aby se dobrali podstaty jejich spojených osudů. Než svíce dohoří...

## Děj
Henrik, syn generála, a Konrád, chlapec z nemajetného prostředí, jsou nerozluční přátelé. Když se jako malí chlapci poprvé setkali, věděli, že k sobě patří, a nic je nemůže rozdělit. Žili spolu jako jednovaječná dvojčata v mateřské děloze. Nemuseli "uzavírat přátelství," jak tomu bylo u jejich vrstevníků. Od první chvíle věděli, že to setkání je zavazuje na celý život – přátelství vážné a mlčenlivé, jako všechny velké city.
Chlapci téměř celý čas tráví spolu. Společné mají i šatstvo, pokoj, knihy, lov, společenský život a lásku. Jak rostou, je jejich vztah stále hlubší a křečovitější. Mají svá tajemství, začínají se vyhýbat světu. Henrika často přepadá strach, že Konráda ztratí. "Ale takový je už lidský úděl," pronáší před zrcadlem generálova matka. "Jednoho dne musíme ztratit toho, koho milujeme. A toho, kdo to nevydrží, není škoda, protože to není úplný člověk."
I ve vojenském ústavu si na jejich přátelství zvykli, neposmívali se. Chápali je jako vyšší úkaz, jako něco posvátného. Mezi mladíky není nic tak vzácné jako vzájemná přitažlivost, která je nesobecká, a nechce od druhého ani pomoc ani oběť. Chlapci si přísahali, že povedou čistý život. Zpovídají se, vedou seznamy hříchů. Konrád byl už v deseti letech klidný a vážný, jako dospělý muž. Vždy se přísně držel pravidel. Henrik se lehce pohyboval ve společnosti a uměl si získat pozornost lidí.
Jako dospělí mladíci se ubytují ve společném bytě. Zatímco Henrik si po večerech užívá života v divadlech a salonech, jeho chudý přítel tráví večery o samotě s knihami. Když se Henrik vrací z flámu, cítí se provinile. Do rána si pak povídají. Konrád mluví o své četbě a Henrik o životě.
Konrád má však útočiště, kam jeho přítel nemůže – hudbu. Když slyší hudbu, uvolní se kázeň, ve které žije. Henrikův otec jednou při poslechu Konrádovy hry na klavír tiše pronese, že z něj nikdy nebude opravdový voják. Protože je jiný. A Konrád byl jiný. Byl vždycky klidný a k jeho tajemství nebylo možné se nijak přiblížit. Nikdy se nedohadoval – plnil své služební povinnosti a předpisy. Sklony a chudoba ho donutily k tomu, že žil jako mnich. Henrik se snaží jejich přátelství zachránit před penězi, chce se s ním podělit; oba ale vědí, že to nejde.
Konrádovi jeho "jinakost" dává nad moc nad duší svého přítele. O světě mluví lehce výsměšným, shovívavým tónem, ze kterého zároveň čiší bezmocný zájem.
Když se po čtyřiceti jedna letech znovu setkávají, vědí, že čekání jim dávalo sílu k životu. Věděli, že se ještě jednou uvidí. Kvůli tomu žili. Konrád byl v tropech. Kristina, Henrikova žena, už zemřela.
Zatím žil Henrik v samotě, dusil v ní svůj hněv a čekal. Čekal, aby prohovořil všechno to, co ho k samotě dovedlo, s těmi nebo s tím, kdo ho dostali až tam. Samota podněcuje k přemýšlení. Existuje vůbec přátelství? Ne radost dvou lidí, co se setkají, mají stejné smýšlení, záliby a vkus. To vše není přátelství. Co je na dně nejpevnějšího vztahu? Přátelství je nejšlechetnější vztah - i mezi zvířaty. Opravdový přítel neočekává odměnu za své city, přítele přijímá i s jeho chybami. Má smysl být člověkem bez takového ideálu? Jakou cenu má láska, která chce odměnu? Není snad pravým obsahem všech lidských vztahů tato nesobeckost, co nechce od druhého vůbec nic? A čím víc dává, tím méně očekává opětování.
Tři roky před Konrádovým zmizením objevil Henrik přítelův tajný byt, umělecké dílo. Tehdy pochopil, že Konrád je umělec. Pochopil, jak cize se musel cítit mezi ostatními, a hlubokou samotu, v níž žil mezi lidmi. Nebyl voják.
V lidské noci je sen, touha, sobectví, závist a pomsta stejně jako v poušti orientální noci puma, sup a šakal...Celých dvacet dva let jsi mě nenáviděl - to je stejně silné, jako bys mě miloval. Proč jsi mě nenáviděl? Záviděls mi snad něco? Bohatství? Ne. Ke mně se lidé hrnuli, od tebe se odkláněli. Tam, kde já jsem byl obletován, ty jsi byl pouze trpěn. Já jsem měl něco, co tobě scházelo. Zatímco já chodil na výsluní, ty jsi vědomě zůstával ve stínu. Největším utrpením pro člověka je touha být jiný, než kdo a jací jsme: bolestnější touha v lidském srdci ani hořet nemůže. Život totiž ani jinak vydržet nelze, jen s vědomím,že se smíříme s tím, co znamenáme sami pro sebe a pro svět. Musíme snášet naši povahu, jejíž chyby a sobectví nezmění ani zkušenost, ani poznání těchto vlastností. Musíme snášet, že lidé, které máme rádi, nás rádi nemají. Musíme snést zradu a nevěru nebo intelektuální výjimečnost jiného člověka, což patří k nejtěžším lidským úkolům.
Přátelství obou mužů pohaslo, když skončilo dětství. Jednoho dne se něco pokazilo, kouzelné dětství uplynulo a dva lidé zůstali spoutáni v tajemném vztahu.
"Pořád jsme přátelé,"říká Henrik naproti sedícímu starci. "Ale pojďme se bavit o dni honu," kývne na hosta. Tolik let jsi byl naším hostem, jedli jsme společně, bavili se společně. A pak přišel ten den. Tehdy jsi pozvedl pušku a namířil jsi na mě...Proč jsi mě nezabil? Nebyli žádní svědkové, a nikoho by nenapadlo, že to nebyla tragická nehoda. Byli jsme nejlepší přátelé. Nejdřív jsem se utěšoval, že jsi zešílel. Jenže pak jsem poznal, že to byl záměr. Ten večer jsi s námi ještě večeřel. Kristina si četla anglickou knihu o tropech. Takové věci ji nemohly zajímat!
Ta kniha byla odpovědí. Jak jsem se později dozvěděl od knihkupce, tu knihu jsi jí před týdnem poslal ty a ten večer jste spolu dlouho hovořili. Ptal ses jí, zda by dokázala žít na takovém místě. 
Tak se ptám: Kdo jsi? Co jsi chtěl doopravdy? Čemu jsi byl věrný a čemu nevěrný? Jak jsi se mnou souvisel? Byl jsi můj přítel?.
Kristina, krásná, oduševnělá žena. Vedla si deník, který byl naprostou zpovědí a upřímností. Takový deník si vede jen ten, kdo ví, že se jednoho dne bude muset zpovídat z něčeho opravdu závažného. Má strach, že jednou se mu život naplní něčím, o co se nebude moci s nikým podělit. Pro ni zámek ani palác v Paříži nebyl skutečný svět. Nikdy nebyla zamilovaná, jenom vděčná. Večer, v den honu, deník v zásuvce chyběl. Henrik se chce zeptat. Na co? Na co se lze lidí zeptat slovy? A jakou cenu má odpověď, kterou lidé dávají slovy, nikoli úhrnem svých životů? Takový člověk, jehož slova se plně kryjí s úhrnem života,je snad ten nejvzácnější úkaz.
I Kristina byla "jiná." Konrád a Kristina představovali druhý břeh, kam nikdy nelze překročit. Pojivem mezi nimi byla hudba.
Po Konrádově odjezdu žila Kristina ještě osm let. S Henrikem spolu už nikdy nepromluvili.
"Věděla Kristina, žes mě chtěl tehdy to ráno na honu zabít?" – Konrád neodpovídá. Než Henrik hosta vyprovodí, položí mu druhou otázku: A co nám po tom všem zůstane v srdci?

## Téma
Hlavním tématem je osudový vztah dvou nerozlučných přátel, které k sobě váže niterné pouto, přestože každý z nich je jiný. Společenský, veselý a otevřený Henrik, a Konrád, uzavřený, hloubavý a od světa se odvracející umělec. Jaká byla tehdy pohnutka Konrádova útěku? Proč na něj tehdy v lese jeho nejlepší přítel pozdvihl zbraň? Tato otázka a čekání na pravdu udržovala Henrika po 41 let při životě. A spoustu dalších otázek – existuje vůbec přátelství? Přátelství je ten nejpevnější vztah – pevnější než láska nebo vášeň. Co je však jeho podstatou? Nejsou to pouhé sympatie, ty se většinou utopí v sobectví a ješitnosti. Pravé přátelství je nezištné a nesobecké. Přítel ani zamilovaný neočekávají odměnu za své city, nestojí o protislužbu. Má smysl žít bez takového ideálu?
Dále Henrik uvažuje, že člověk nehřeší tím, co dělá, ale svým úmyslem. Člověk může dělat podlosti – nevěry i vraždy, ale vnitřně zůstat čistý.
Jak se mohl Konrád provinit na svém nejlepším příteli? Po tolika společně strávených letech, kdy spolu žili v lásce jako dvojčata? Konrád byl "jiný" – umělec, osamocený mezi lidmi, nebyl voják. Henrik se ho ptá: Kdo jsi? Co jsi chtěl doopravdy? Co jsi věděl doopravdy? Čemu jsi byl věrný a čemu nevěrný? Jak jsi se mnou souvisel? Byl jsi můj přítel? Ve skutečnosti jsi mě celých 22 let nenáviděl. A nenávist je stejně silné pouto jako láska. Konrádova nenávist vycházela z jeho touhy být jiný, než jaký byl. To je nejhorší rána osudu, touha být jiní, než jací jsme. Život se dá vydržet jen tak, že se člověk smíří s tím, jaký je – se svým charakterem a povahou, jejíž chyby nezmění ani poznání, ani zkušenost. Na Konráda pohlížel svět lhostejně, někdy nepřátelsky, Henrikovi věnovali lidé úsměvy a důvěru. Konrád, ze kterého vyzařovala trpká nadřazenost, tím zájmem opovrhoval, a zároveň k smrti žárlil. Všechno ve světě závisí na "jinakosti", která rozděluje lidstvo na dvě strany – muži, ženy, vztahy, světonázorové a mocenské odstíny vyplývají pouze z této "jinakosti" I Kristina, Henrikova žena, byla "jiná." Cit, který Henrika poutal ke Kristině, byl týž – touha a hledající naděje. Vždycky milujeme to "jiné," to hledáme ve všech situacích a variantách života.